# Melly Bachrich
Melly Bachrich, eigentlich Amélie Bachrich (2. Mai 1899 in Wien – 15. Mai 1984 in Pinner, London) war eine österreichische Exlibriskünstlerin, die aufgrund ihres Glaubens 1938 vor dem NS-Regime flüchten musste.

## Leben und Werk
Sie war die einzige Tochter von Heinrich Bachrich (1. Februar 1868 – 20. September 1935), der aus einer kinderreichen Familie stammte und dessen Vater in der Slowakei geboren wurde, und Jeanette geb. Bodenstein (geboren am 15. September 1873 in Wien), die ebenfalls aus einer kinderreichen Familie stammte und deren Vater in Galizien geboren wurde. Heinrich Bachrich war Handelsangestellter und Generalsekretär der Metallzentrale-AG während des Ersten Weltkriegs. Melly Bachrich besuchte von 1916 bis 1922 die Graphische Lehr- und Versuchsanstalt in Wien, wo sie in Lithographie, Radierung, Xylographie und zugehörige Graphik unterrichtet wurde.
Bereits 1922 erschien im Artur Wolf Verlag eine Mappe mit zehn ihrer radierten Exlibris. Die im selben Jahr vom selben Verlag veröffentlichte Mappe „100 deutsche Meisterexlibris“ enthält drei Radierungen der Künstlerin. Der Wiener Buchhändler Hans Sachsel, für den sie ebenfalls ein Exlibris gestaltete, brachte ebenfalls 1922 im Verlag seiner Buchhandlung F. Lang eine Mappe mit zehn Farbradierungen von Bachrich zu Hans Bethges Die chinesische Flöte heraus. Ihre Radierungen sind eindeutig vom Japonismus beeinflusst, zeigen unwirklich anmutende Szenerien und bestechen durch feine Strichführung. Sie gestaltete Exlibris für eine Reihe von namhaften Persönlichkeiten des deutschsprachigen Kulturraums, die von inhaltlicher und stilistischer Sicherheit in einer Vielzahl von mythologischen und literarischen Themen zeugen. Unter anderem zeigen ihre Exlibris-Radierungen
- spielende Kinder auf einem Diwan betrachten ein Puppentheater für die Opernsängerin Claire Born,
- einen flötender Faun und eine sitzende Nixe im Gestrüpp für Hermann Brenk,
- einen asiatischen Tempel unter einer Birke, davor Gelehrte mit Büchern und Dame mit Reifrock für Paula Brüll,
- einen fliegenden Männerakt für den Drehbuchautor und Regisseur Alfred Fekete,
- eine Waldlichtung mit einem Mann, nach links gehend, von Aktpaar und musizierendem Faun verfolgt, eine Szene aus Richard Beer-Hofmanns Der Graf von Charolais, für Siegfried Glück (1888–1942),[2]
- einen Mann, mit Bassgeige Tod, Ratte und Kritiker vertreibend, für Dr. Joseph Herzka,
- allegorische Figuren in antikem Torbogen, davor ein Löwe, darüber ein Knabenakt mit Katze und Seifenblasen, für Walter Lenck,
- eine vor einem Mongolenfürst Sitzende für die Künstlerin Jella Reif,
- viele Märchenfiguren über einem aufgeschlagenen Buch für den Buchhändler Hans Sachsel,
- einen auf einer Wiese tanzender weiblichen Akt, darüber ein Drache und ein Mann am Flügel, daneben Cello-Spieler und Geiger als Ex-Musica für den Pianisten und Komponisten Otto Schulhof.

Ab 1924 fertigte sie eine Reihe von Modezeichnungen und humoristischen Illustrationen zu Beiträgen in der Wiener Mode- und Familienzeitschrift Moderne Welt. In den Jahren 1925 und 1926 gestaltete sie in Tempera auch einige Titelseiten für diese Zeitschrift, beispielsweise „Flirt auf der Redoute“, „Frühling in Nizza“, „Panischer Schreck“, „Im Bois de Boulogne“ oder „Weihnachtsmarkt“ (alle 1925). Ab 1931 war sie Mitglied des Bundes Österreichischer Gebrauchsgraphiker (BÖG). In den frühen 1930er-Jahren übernahm sie eine Reihe von Aufträgen für Buchillustrationen und Buchschmuck. Im Studienjahr 1930/31 und danach erneut von 1934 bis 1938 war sie als Gastschülerin in der Kunstgewerbeschule Wien eingeschrieben, wo sie unter anderem von Viktor Schufinsky und Hertha Larisch-Ramsauer unterrichtet wurde. Der Schwerpunkt ihrer Studien lag nunmehr in den Gebieten Naturstudium, Studium der menschlichen Gestalt und Ornamentale Schrift.
Nach 1936 können keine künstlerischen Arbeiten mehr nachgewiesen werden. Im Dezember 1938 musste sie nach England mit Ziel Kingswood, Surrey flüchten. Dort verlieren sich ihre Spuren. Vermutlich hat sie im Exil nicht mehr künstlerisch gearbeitet.

## Sammlungen
Werke der Künstlerin befinden sich unter anderem in folgenden Einrichtungen:
- Museum für angewandte Kunst, Wien
- Österreichische Nationalbibliothek, Wien
- Gutenberg-Museum, Mainz

## Publikationen
- Exlibris, zehn Originalradierungen, Artur Wolf Verlag, Wien 1922, in einer einmaligen Auflage von 350 Exemplaren hergestellt, die ersten fünfzig handsigniert
- Die chinesische Flöte, zehn Farbradierungen zu Hans Bethges Nachdichtungen chinesischer Lyrik, Verlag der Buchhandlung F. Lang 1922 (auch der lithographierte Umschlag der Mappe stammt auch von Melly Bachrich)

Beteiligungen
- 100 deutsche Meisterexlibris, Artur Wolf Verlag, Wien 1922 (mit drei Arbeiten der Künstlerin)
- Illustrationen zu: A. Allen: Schlank werden und bleiben, 1931
- Titelvignetten zu: L. Toepfer, Sonette aus Paris, 1936